# Mette Tranborg
Mette Tranborg, née le 1er janvier 1996 à Risskov, est une handballeuse internationale danoise. Elle évolue au poste d'arrière droite.
À l'été 2014, elle participe au championnat du monde junior avec l'équipe du Danemark de handball qu'elle termine à la troisième place.

## Palmarès

### Sélection
Championnat du monde
- troisième du championnat du monde 2021

Autres
- troisième du championnat du monde junior en 2014[3]
- troisième du championnat d'Europe junior en 2013[4]
- vainqueur du championnat du monde jeunes en 2012[5]